# Constitution de l'Ossétie du Sud
Lire en ligne

Consulter

La Constitution de la République d'Ossétie du Sud (en russe : Конститу́ция Респу́блики Ю́жная Осе́тия) est la loi fondamentale adoptée par référendum le 8 avril 2001. Elle remplace la Constitution ossète du 2 novembre 1993.

## Structure
La constitution se compose de 93 articles regroupés en neuf chapitres auxquelles s'ajoutent des dispositions finales et transitoires.
1. Fondements du système constitutionnel de la République d'Ossétie du Sud
2. Droits des libertés et civils de l'Homme et du Citoyen
3. Président de la République d'Ossétie du Sud
4. Parlement de la République d'Ossétie du Sud
5. Gouvernement de la République d'Ossétie du Sud
6. Système judiciaire de la République d'Ossétie du Sud
7. Bureau du Procureur de la République de l'Ossétie du Sud
8. Administration d'État et l'autonomie gouvernementale locale
9. Amendements constitutionnels et révision de la Constitution de la République d'Ossétie du Sud

- Dispositions finales et transitoires

## Sources
- (en) Cet article est partiellement ou en totalité issu de l’article de Wikipédia en anglais intitulé « Constitution of South Ossetia » (voir la liste des auteurs).

## Compléments